# Princess DisneyMania
Princess DisneyMania é o primeiro volume da série Princess DisneyMania.Feito com as Atrizes da Disney ,são Astros que brilharam na 'Disney
Foi lançado dia 30 de Setembro de 2008.

## Faixas
1. "Once Upon a Dream" - Emily Osment (A Bela Adormecida)
2. "That's How You Know" - Demi Lovato (Encantada)
3. "Some Day My Prince Will Come" - Ashley Tisdale (Branca de Neve e os Sete Anões)
4. "Colors of the Wind" - Vanessa Hudgens (Pocahontas)
5. "Reflection" - Christina Aguilera  (Mulan)
6. "So This Is Love" - The Cheetah Girls (Cinderela)
7. "Kiss the Girl" - Colble Caillat (A Pequena Sereia)
8. "It's Not Just Make Believe" - Kari Kimmel (Ella Enchanted)
9. "Under the Sea" - Raven-Symoné (A Pequena Sereia)
10. "Ever Ever After" - Jordan Pruitt (Encantada)
11. "True to Your Heart" - Keke Palmer (Mulan)
12. "Happy Working Song" - Amy Adams (Encantada)
13. "Part of Your World" - Sierra Boggess (A Pequena Sereia)
14. "A Dream Is a Wish Your Heart Makes" - Disney Channel Circle of Stars (Cinderella)